# GO Волос Вероники
GO Волос Вероники (лат. GO Comae Berenices) — карликовая новая, двойная катаклизмическая переменная звезда типа SS Лебедя (UGSS) в созвездии Волос Вероники на расстоянии приблизительно 1234 световых лет (около 378 парсек) от Солнца. Видимая звёздная величина звезды — от +20m до +13,1m. Орбитальный период — около 0,0658 суток (1,58 часа) (94,8 минуты).

## Характеристики
Первый компонент — аккрецирующий белый карлик.